# Cella radio
Una cella radio, nelle telecomunicazioni, è l'elemento unitario di una rete radio cellulare usata per la telefonia mobile cellulare (GSM/UMTS).
La copertura radio di una cella è garantita da particolari antenne che, a seconda della tecnologia di rete mobile utilizzata, vengono chiamate BTS (per il GSM) o Node-B (per l'UMTS).
Le singole celle sono collegate agli altri network element della rete cellulare tramite specifici cavi o ponti radio, talvolta anche satellitari. 

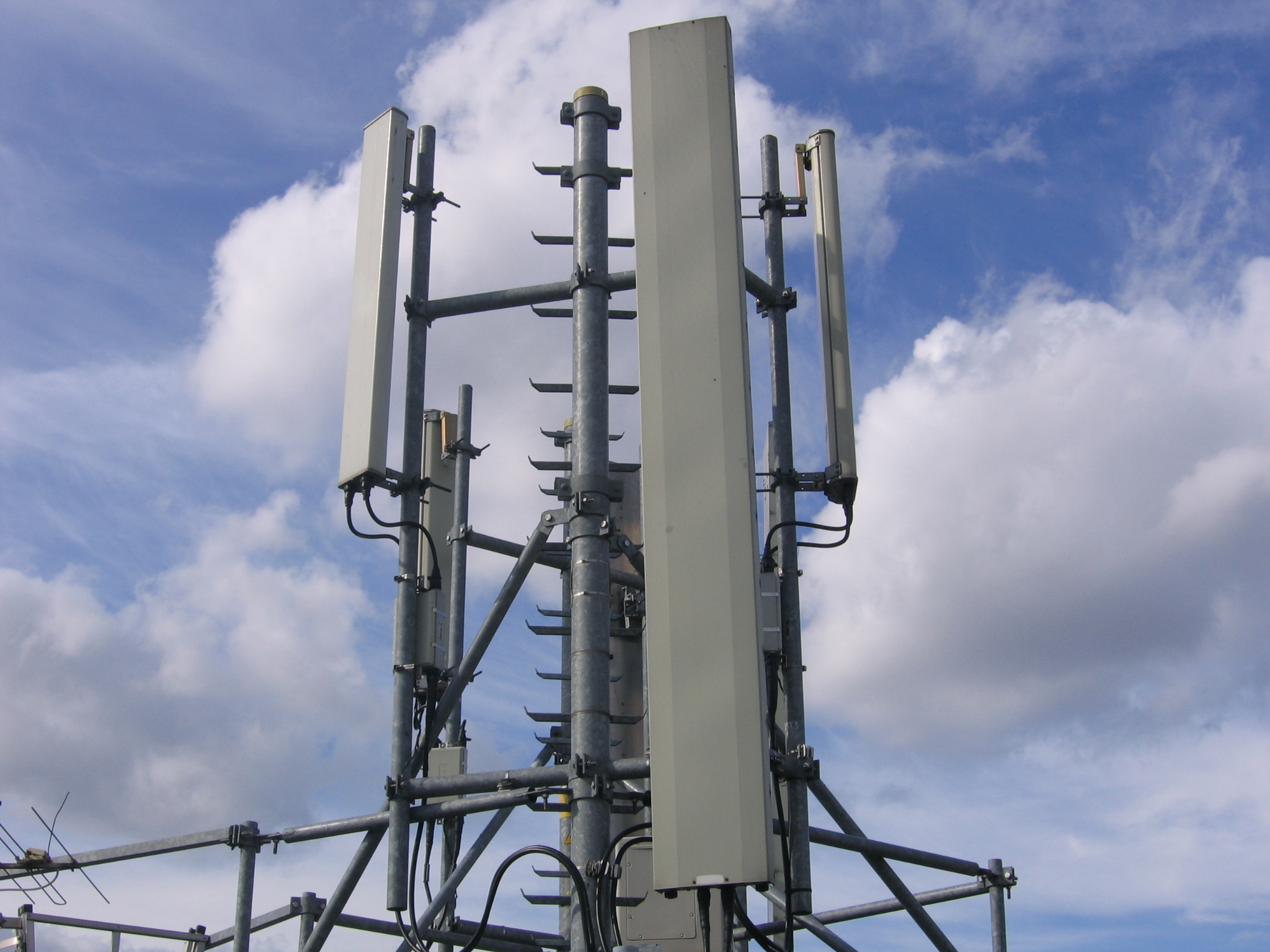
Una stazione radio base (BTS) GSM posizionata su un tetto.

## Tipi di cella
Esistono vari tipi di cella, a seconda del numero di frequenze utilizzate e della loro copertura all'interno della cella stessa.
- Cella standard: è una cella con una sola portante radio che copre tutta la circonferenza ideale della cella.
- Cella Dual Band: è una cella con due portanti radio.
- Cella Dual Band Concentrica: è una cella a due frequenze in cui una frequenza copre tutta la circonferenza della cella e viene utilizzata per la segnalazione di servizio, mentre l'altra frequenza copre solo un sottoinsieme della cella.
- Cella Dual Band Standard: è una cella a due frequenze con copertura identica delle due frequenze.
- Cella Dual Band Estesa: è una cella a due frequenze con coperture diverse da parte delle due frequenze.

### In base all'estensione
Le celle radio possono essere suddivise anche in base alla lunghezza del loro raggio di copertura variando il fattore di riuso di frequenza in funzione della densità di utenti da servire. Così, con particolare riferimento all'architettura GSM, si hanno: 
- macrocelle;
- microcelle;
- picocelle;
- femtocelle.

Sono di dimensioni e, dunque portata, via via decrescente, ma anche potenza elettromagnetica necessaria inferiore, oltre che capacità di servizio superiore.